# Craugastor silvicola
Craugastor silvicola es una especie de anuros en la familia Craugastoridae.

## Distribución geográfica y hábitat
Es endémica de Santo Domingo Zanatepec, en Oaxaca (México).

## Estado de conservación
Se encuentra ligeramente amenazada por la pérdida de su hábitat natural.